# フジデリカ
株式会社フジデリカは、愛知県名古屋市瑞穂区に本社を置く日本の食品メーカー。フジパングループ本社のグループ企業である。
主にファミリーマートの店舗で販売される中食商品（弁当・惣菜）の製造を行う。日本デリカフレッシュとは兄弟会社にあたり、同一所在地（フジパングループ本社と同一）に本社を構える。

## 概要
グループ内では日本デリカフレッシュとともに、専門工場を持ちコンビニエンスストア・スーパーマーケットなどで販売する弁当・惣菜を製造配送する業務部門「デリカテッセン部門」として位置づけられる。

かつては日本デリカフレッシュなどと同様に、フジパングループの中間持株会社「富士でりかぐるーぷ本社」の子会社であったが、2008年7月1日付で同社がフジパングループ本社へ吸収合併されたことに伴い、フジパングループ本社の子会社となった。
株式会社ファミリーマート以外にも、スターバックスの日本法人であるスターバックスコーヒージャパンとも取引があり、日本国内でのスターバックスブランド製品の製造も手掛けている。

## 沿革
- 1991年（平成5年）11月 - 株式会社フジデリカを設立[2]。
- 1995年（平成7年）6月 - 鹿児島工場が稼動[2]。
- 1997年（平成9年）10月 - 宮崎工場が稼動[2]。
- 2002年（平成14年） - フジパングループ内の中食商品製造会社をまとめて上場させるため、富士でりかぐるーぷ本社が設立され、その子会社となる。
- 2003年（平成15年） 2月 - 熊本工場が稼動[2]。
- 2008年（平成20年）7月1日 - 親会社の富士でりかぐるーぷ本社がフジパングループ本社へ吸収合併[6]、親会社がフジパングループ本社となる[2]。
- 2016年（平成28年）
  - 7月 - 西四国工場を設立[2]。
  - 8月 - 関西工場を設立[2]。
  - 9月 - 名古屋工場[2]、名古屋東工場を設立[2]。
- 2017年（平成29年）11月 - 福岡工場を稼働[2]。

## 事業所
東海地方から九州地方の広域に製造拠点を有し、契約企業の約5,000店舗へ製品を供給する。各工場は、HACCPやISO規格「FSSC 22000 (食品安全) 」の認証を受けている。
- 鹿児島工場：鹿児島県鹿児島市宮之浦町760-12[7]
- 宮崎工場：宮崎県宮崎市佐土原町東上那珂石塚17588-50[7]
- 熊本工場：熊本県宇城市松橋町竹崎1935-2[7]
- 西四国工場：愛媛県西条市ひうち字西ひうち3-12[7]
- 関西工場：大阪府枚方市出屋敷西町1丁目23-2[7]
- 名古屋工場：愛知県丹羽郡大口町上小口2-124-1[7]
- 名古屋東工場:愛知県豊川市穂ノ原3-2-7[7]
- 福岡工場：福岡県糟屋郡久山町大字山田天野1番地[7]

## 主要取引先
- 株式会社ファミリーマート[2]
  - 株式会社南九州ファミリーマート[2]
- スターバックスコーヒージャパン株式会社[2]